# Çirişgediği, Sarıçam
Çirişgediği là một xã thuộc huyện Sarıçam, tỉnh Adana, Thổ Nhĩ Kỳ. Dân số thời điểm năm 2009 là 229 người.